# Jamaame
Jamaame o Jamame o Giamame, anomenada pels italians Margherita és una ciutat de Somàlia, al sud del país, a la regió de Jubbada Hoose. La seva població ha crescut molt als darrers anys i el 2007 s'estimava en 185.000 habitants (el 1988 era de 22.030 habitants).
Està a la vora del riu Juba (després de la seva unió amb el Shabele) i a uns 30 km de la costa de l'oceà Índic i a uns 56 km de Kishmayu. La regió, a causa del riu, té un bon potencial agrícola i el principal cultiu són els plàtans. També són rellevants el cotó, cacauets i moresc. El 1974, amb ajut italià, es va establir a la ciutat la Companyia Nacional de Plàstic i Cartró que fabricava els paquets amb què s'exportaven els plàtans i altres productes cap a Europa. El seu estat després de la guerra és desconegut.
La ciutat està habitada pels clans tunni, sheekhaal i biyomaal, amb una minoria d'àrabs iemenites i un cert nombre de bantus.
El 1968 la ciutat fou elevada a capital de la província del Baix Juba, condició que va arrabassar a Kishmayu, però el 1982, quan es va crear la regió de Jubbada Hoose (Juba Inferior), Kishmayu va recuperar la capitalitat.